# Majdan Górny Drugi
Majdan Górny Drugi – część wsi Majdan Górny w Polsce, położona w województwie lubelskim, w powiecie tomaszowskim, w gminie Tomaszów Lubelski.
Stanowi jedno z dwóch sołectw wsi Majdan Górny, w jej wschodniej części (okolice ulicy Długiej). 
W latach 1975–1998 miejscowość administracyjnie należała do województwa zamojskiego.
Wierni Kościoła rzymskokatolickiego należą do parafii Zwiastowania Najświętszej Maryi Panny w Tomaszowie Lubelskim.